# Škoda Garde
Škoda Garde (Typ 743.12) — легковий автомобіль, що випускався в Чехословаччині в 1981—1983 роках на заводах AZNP Kvasiny і BAZ Bratislava. Це чотиримісний (2+2) дводверний автомобіль з кузовом купе і є прямим наступником Škoda 110 R. Технічно він створений на базі седана Škoda 120. Його трохи модернізована версія називається Rapid.

## Історія

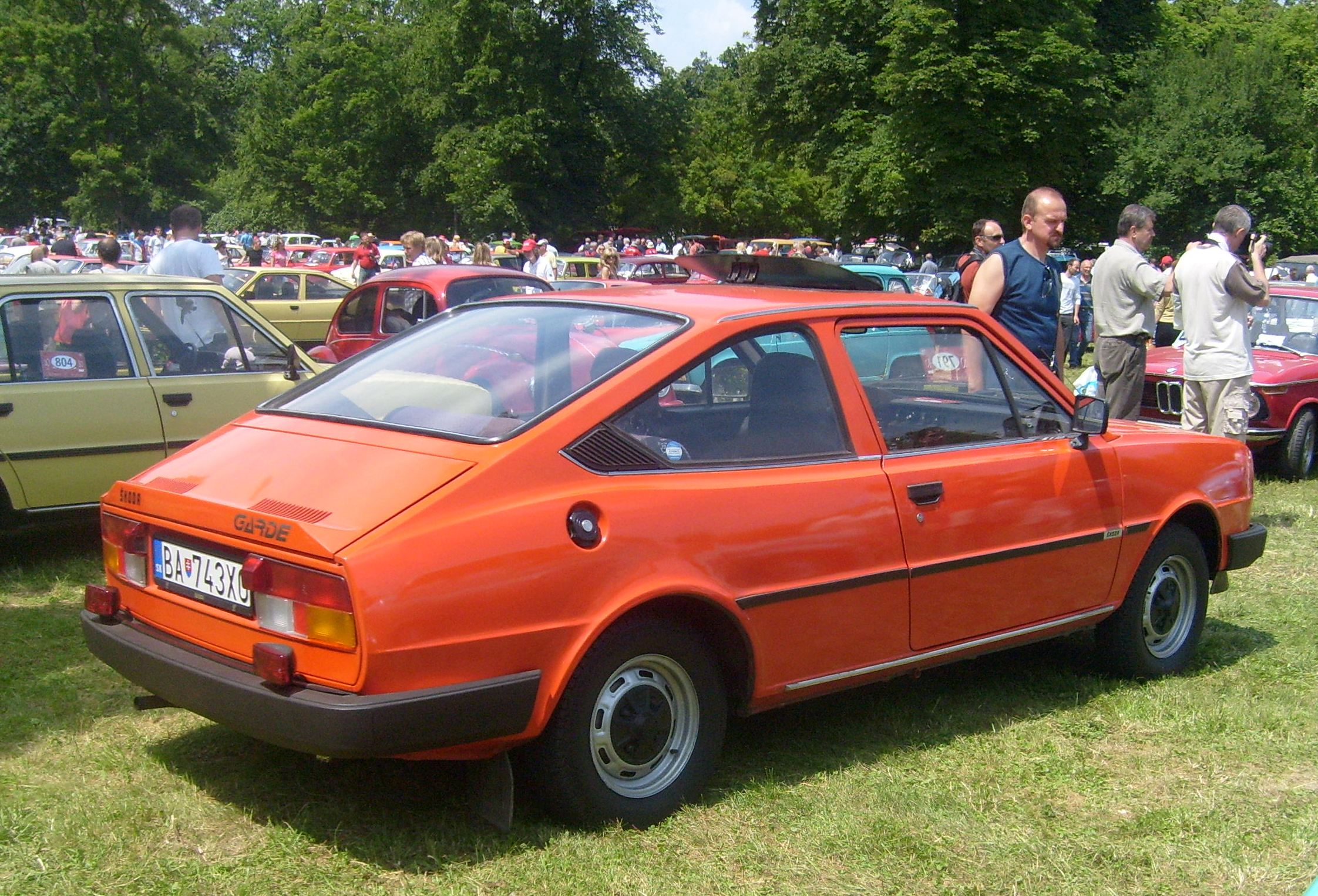

Кузов та інтер'єр Škoda Garde були створені шляхом модифікації оригінального кузова автомобілів серії Škoda 105/120, з якого були перейняті передня частина, зовнішній вигляд дверей і панелі приладів. Однак зовнішній вигляд задньої частини автомобіля був узятий з концепту Škoda Coupé, який був створений на рубежі 70-80-х років 20 століття, але так і не надійшов у серійне виробництво. Так народився наступник популярної моделі Škoda 110 R Coupé, що випускається автомобільною компанією Škoda. Після припинення виробництва автомобілів Škoda Garde їх замінили у виробництві автомобілі Škoda Rapid, концептуально засновані на Garde, при цьому базова модель Rapid 120 відрізнялася від Garde за винятком зовнішніх змін, загальних для всього оновленого модельного ряду Легкові автомобілі Škoda тільки з більшою колісною базою.

## Будова автомобіля
Garde використовував несучий кузов і задньомоторну компоновку з заднім приводом. Передня підвіска була на подвійних важелях і гвинтових пружинах. Ззаду були напівпричіпні важелі та гвинтові пружини, суттєве оновлення поворотної осі попередніх Škoda, що забезпечувало безпечніше та передбачуваніше керування. Гальма були дисковими з чотирикорпусними супортами спереду та барабанними ззаду.

### Кузов
Кузов суцільнометалевий, несучий, дводверний, чотиримісний з двома аварійними сидіннями. Задня частина кузова скошена і кузов плавно переходить від даху до капота в задню частину в одну лінію без розриву. Передні двері довші в порівнянні з кузовом седан, а замість задніх дверей в боковинах кузова закріплені трикутні вікна. У задньому куті трикутних вікон розташовані вентиляційні отвори для вентиляції без протягів. Заднє скло велике, в автомобілях пізнішого випуску з електрообігрівом. Протягом усього виробництва на Garda встановлювали багатокомпонентні пластикові бампери з ламінованого матеріалу "Prepreg", які були оснащені покажчиками повороту в передніх кутах, подібно до бамперів з листового металу сучасної Škoda 105/120. Однак задня частина була змінена, і замість вертикальних фар на неї встановили блокові фари з більшою площею, які пізніше використовувалися і на інших автомобілях Škoda. Так як ці ліхтарі ще не мали інтегрованих протитуманних фар, вони монтувалися окремо над заднім бампером, зазвичай в кількості 2 шт. Основне багажне відділення розташоване спереду і має об’єм 0,28 м³, але разом із допоміжним багажним відділенням за задніми сидіннями автомобіля займає 0,4 м³.

### Двигун
Двигун автомобіля Škoda Garde був таким же, як і в автомобіля Škoda 120LS/GLS — 742.12X, тобто рядний, карбюраторний, чотирициліндровий з водяним охолодженням, клапанним механізмом OHV і робочим об'ємом 1174 см³, розташований поздовжньо по діагоналі позаду задній міст. Зі ступенем стиснення 9,5 цей двигун досяг потужності 40,5 кВт при 5200 об/хв (згідно з ISO +5 %) і крутного моменту 85,5 Нм при 3250 об/хв (ISO +5 %). Одночасно це був перший двигун серії Š742/743, який був оснащений повнопоточною фільтрацією масла і, завдяки конструкції заднього моста, зменшеним масляним картером. На відміну від седанів Š 120LS/GLS, цей двигун стандартно не оснащувався масляним радіатором, який залишався доступним лише як спеціальне обладнання.

### Коробка передач
Трансмісія використовує 4-швидкісну коробку передач, градуйовану відповідно до всіх інших автомобілів серії Škoda 120, і те саме постійне передавальне число 4,22. Спосіб з'єднання півосі з трансмісією відрізняється, тому що у Škoda Garde конструктивно інший задній міст.